# 뫼비우스체
뫼비우스체는 SK텔레콤이 공개한 공개 글꼴이다.